# Тодогто
Тодогто (рос. Тодогто) — село Заіграєвського району, Бурятії Росії. Входить до складу Сільського поселення Селище Онохой.
Населення — 113 осіб (2015 рік).